# محمد بن يوسف بن يعقوب الجندي
محمد بن يوسف بن يعقوب الجندي هو أبو عبد الله محمد بن يوسف بن يعقوب الجندي السكسي الكندي الملقب بـ «بهاء الدين»، فقيه شافعي، ومؤرخ المشهور.

## نسبه
هو أبو عبد الله محمد بن يوسف بن يعقوب الجندي السكسي كندي الملقب ببهاء الدين الفقيه الشافعي المؤرخ المشهور. 
واشتهر (بالجندي) نسبة إلى مدينة (الجند) الأثرية كما ينص الجندي نفسه على ذلك في غير ما موضع من كتابة كقوله : وذلك بجامع بلدي (الجند) ونحو ذلك، لا أنه منسوب إلى البطن المشهورة في الأنساب.